# Campoduif
De campoduif (Uropelia campestris) is een vogel uit de familie Columbidae (duiven).

## Verspreiding en leefgebied
Deze soort wordt beschouwd als monotypisch (eerder twee ondersoorten) en komt voor in Brazilië en Bolivia.